# Говард, Томас, 4-й герцог Норфолк
То́мас Го́вард, 4-й герцог Норфолк (англ. Thomas Howard, 4th Duke of Norfolk; 10 марта 1536, Кеннингхолл, Норфолк — 2 июня 1572, Тауэр-Хилл) — английский аристократ и государственный деятель при дворе королевы Англии Елизаветы I Тюдор, которой приходился троюродным братом.
Норфолк был сыном поэта, военного и политического деятеля Генри Говарда, графа Суррея. Он поручил Томасу Таллису, вероятно, в 1567 году, сочинить свой знаменитый мотет в сорока голосовых частях, Spem in alium.
Его казнили за участие в заговоре Ридольфи.

## Биография
Томас Норфолк был старшим сыном одного из крупнейших поэтов Англии XVI в. Генри Говарда, графа Суррея (ок. 1517—1547), и его супруги, Фрэнсис де Вер (ок. 1517—1577), дочери Джона де Вера, 15-го графа Оксфорда (ок. 1482—1540). В 1547 году, незадолго до смерти Генриха VIII, его отец был казнён, а дед, видный придворный короля герцог Норфолк, попал в тюрьму и сам едва избежал казни. Семья лишилась всех титулов и почестей.
В 1553 году после вступления на престол Марии I престарелый герцог был реабилитирован и вышел на волю, а в 1554 году скончался. Его внук унаследовал титул герцога Норфолка, став в 18-летнем возрасте единственным герцогом Англии и первым пэром королевства. После смерти королевы Марии Англия вновь вернулась от католицизма к протестантизму, и Томас Норфолк принял англиканское вероисповедание. В то же время все три его жены были католички, своих детей он воспитывал как католиков и его сын, Филип Говард, 20-й граф Арундел, был причислен к числу мучеников католической церкви.
После того, как третья по счёту жена Говарда скончалась при родах, герцог Норфолк, страдавший депрессиями, решил жениться на находившейся в заключении в Англии шотландской королеве Марии Стюарт и вернуть её на шотландский престол. Этот план исходил от ряда шотландских политиков и был поддержан некоторыми английскими придворными, в том числе фаворитом Елизаветы Робертом Дадли. Королева Англии Елизавета I, однако, эту интригу не одобрила — в первую очередь потому, что не доверяла самому герцогу Норфолку.
Вместо того, чтобы отказаться от своих планов жениться на Марии Стюарт после фиаско у королевы, Норфолк позволил себя увлечь шотландской королеве и начал подготовку к её освобождению за спиной у английских властей. Ко всему прочему, к 1569 году он заручился поддержкой римского папы и короля Испании Филиппа II в организации восстания в северных английских графствах с целью свержения королевы Елизаветы и возведения на её престол Марии Стюарт. Последняя, являясь внучкой Маргариты Тюдор (старшей сестры Генриха VIII), была первой в очереди на трон Англии и воспринималась английскими католиками как законная королева страны.
После того, как восстание не удалось, герцог Норфолк был арестован и заключён в Тауэр. С большим трудом Говарду удалось убедить королеву Елизавету в своей невиновности, и он был отправлен из тюрьмы под домашний арест. Однако через год выявилось, что в лондонском дворце Норфолков был разработан новый государственный заговор (заговор Ридольфи), о котором Говард якобы также ничего не знал. На этот раз Елизавета уже не простила его, герцог Норфолк был вновь заключён в Тауэр, осуждён за государственную измену и в 1572 году казнён. Потомки его были лишены всех титулов и званий (вплоть до воцарения короля Якова I), а титул герцогов Норфолк был возвращён роду Говардов лишь в 1660 году.

## Семья

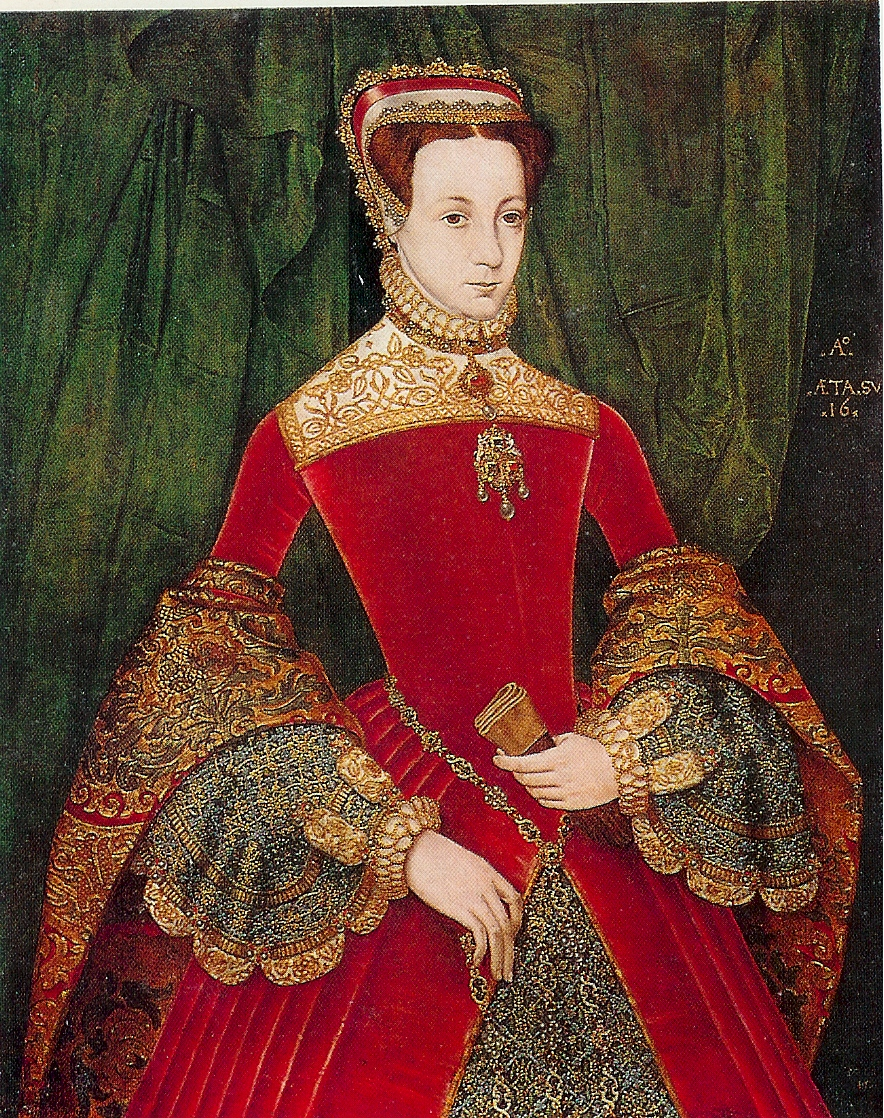
Мэри Фицалан (1540—1557), первая жена герцога Норфолка

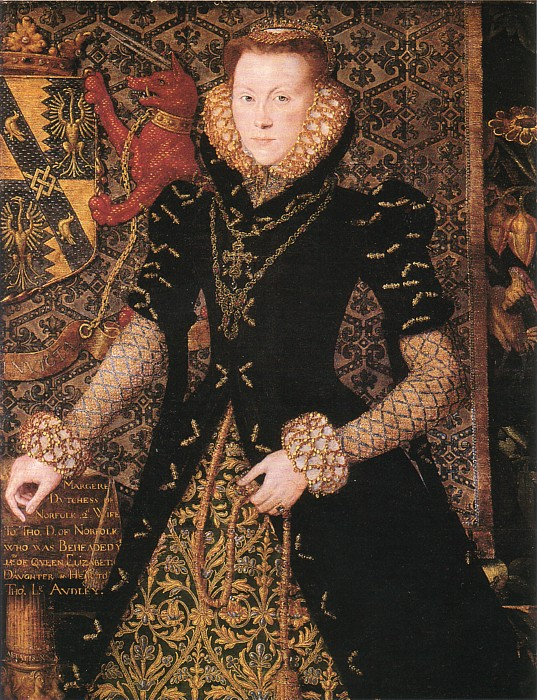
Маргарет Одли (1540—1564), вторая жена герцога Норфолка

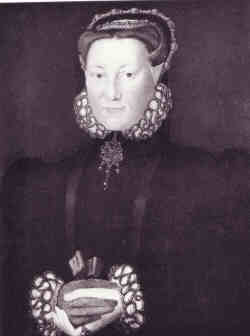
Элизабет Лейберн (1536—1567), третья жена герцога Норфолка

Первой женой Томаса Говарда в 1555 году стала Мэри Фицалан (1540 — 23/25 августа 1557), дочь Генри Фицалана, 19-го графа Арундела (1512—1580). Она умерла через год после замужества, родив сына, который после смерти деда унаследовал титул Арунделя и поместья:
- Филипп Говард (28 июня 1557 — 19 октября 1595), ставший 20-м графом Арундел в 1580 году.

Именно от этого брака современные герцоги Норфолкские получили свою фамилию «Фицалан-Говард» и свое поместье в Арунделе.
Затем герцог Норфолк в 1558 году женился на другой наследнице, Маргарет Одли (1540 — 9 января 1564), вдове сэра Генри Дадли и дочери Томаса Одли, 1-го барона Одли из Уолдена. Дети Маргарет от её брака с Норфолком были:
- Томас Говард, 1-й граф Саффолк (24 августа 1561 — 28 мая 1626)
- Лорд Уильям Говард (19 декабря 1563 — 7 октября 1640), предок графов Карлайл
- Леди Элизабет Говард (умерла в детстве)
- Леди Маргарет Говард (1562 — 19 августа 1591), жена с 1579 года Роберта Сэквилла, 2-го графа Дорсета (1561—1609).

После смерти Маргарет в 1563 году герцог Норфолк женился на Элизабет Лейберн (1536 — 4 сентября 1567), вдове Томаса Дакра, 4-го барона Дакра из Гисленда (ок. 1527—1566) и дочери сэра Джеймса Лейберна (ок. 1490—1548).
Трое сыновей Норфолка от первых двух жен, Филип, Томас и Уильям, женились соответственно на Энн Дакр (1557—1630), Мэри Дакр (1563—1578) и Элизабет Дакр (1564—1639), своих сводных сёстрах.

## Память
В кино
- Кристофер Экклстон сыграл герцога Норфолка в фильме «Елизавета» (1998).
- Кевин МакКидд сыграл герцога Норфолка в мини-сериале «Королева-девственница» (2005).

В художественной литературе
- Цвейг С. Мария Стюарт, 1935;
- Эвелин Энтони «Елизавета I».